# Touch and Go Records
Pour les articles homonymes, voir Touch and Go.
Touch and Go est un label indépendant américain de rock indépendant, basé à Chicago, dans l'Illinois. Il est fondé en 1981 par Tesco Vee, Dave Stimson et Corey Rusk. Grâce à sa politique laissant une grande liberté aux artistes et instaurant une relation de confiance avec ceux-ci plutôt que des contrats d'enregistrements contraignants, le label a acquis une solide notoriété et a à son actif de nombreuses publications de punk rock et de rock indé qui font autorité.

## Histoire
Le zine est créé en 1979 à East Lansing, Michigan sous le nom de magazine Touch and Go, un fanzine auto-imprimé écrit et produit par Tesco Vee et Dave Stimson. Ce n'est qu'en 1981 qu'il devient un label indépendant. Vee (plus tard leader des Meatmen) s'ennuyait des sons punk de l'époque et était captivé par le mouvement punk hardcore émergent en Amérique. Inspiré, il sort des disques des Necros, The Fix, The Meatmen et Negative Approach. En 1981, le bassiste de Necros, Corey Rusk, rejoint Tesco pour diriger le label. En 1983, Tesco cède Touch and Go à Rusk et à sa femme Lisa après son départ du Michigan pour Washington. Avec le label sous leur propriété, les Rusks embauchent Terry Tolkin qui signe les Butthole Surfers et Virgin Prunes sur le label, et produit également la compilation Gods Favorite Dog. Bientôt, les Rusks déménagent le label à Chicago et Touch and Go sort des morceaux entre le milieu des années 1980 et le milieu des années 1990 par des groupes tels que les Butthole Surfers, Big Black, Jesus Lizard, Scratch Acid, the Didjits, Slint, Girls. Against Boys et Killdozer, et se poursuit dans le nouveau millénaire avec des groupes parmi lesquels Shellac, Yeah Yeah Yeahs, TV on the Radio, Arcwelder, CocoRosie, Ted Leo and the Pharmacists et Black Heart Procession. Lisa Rusk quitte le label après son divorce avec Corey. Corey Rusk continue de diriger le label.
À l'instar de certains autres labels de musique alternative, Touch and Go adopte une approche détendue des contrats d'enregistrement, caractérisée parfois par des accords de poignée de main prévoyant une répartition 50-50 des bénéfices entre l'artiste et le label après les coûts de promotion et de production. De cette manière, le label construit un catalogue respecté de groupes et artistes punk et alternatifs influents, qui à leur tour ont apprécié l'engagement de Touch and Go. Cependant, à la suite d'un différend juridique en 1999 avec les Butthole Surfers, Touch and Go commence à demander aux groupes de signer un protocole d'intention d'une à deux pages.
Le 18 février 2009, Corey Rusk annonce que Touch and Go allait réduire ses effectifs. Il cite « l'état actuel de l'économie » comme raison de la fermeture des services de fabrication et de distribution de nombreux labels indépendants comme Jade Tree, Kill Rock Stars et Merge Records.

## Groupes notables
- Arcwelder
- Big Black
- Black Heart Procession
- Blonde Redhead
- Brick Layer Cake
- Bad Livers
- Butthole Surfers
- Calexico
- CocoRosie
- Didjits
- Dirty Three
- Don Caballero
- Enon
- The Ex
- The For Carnation
- Girls Against Boys
- The Jesus Lizard
- Killdozer
- Laughing Hyenas
- Lee Harvey Oswald Band
- Man or Astro-man?
- Mekons
- Naked Raygun
- The New Year
- Nina Nastasia
- P.W. Long
- Pinback
- Polvo
- Quasi
- Rachel's
- Rapeman
- Scratch Acid
- Shellac
- Silkworm
- Slint
- Tar
- The For Carnation
- TV on the Radio
- Urge Overkill
- Uzeda